# Matt Bianco (album)
Matt Bianco è il secondo e omonimo album del gruppo britannico Matt Bianco, pubblicato nel 1986 dalla WEA Records.
È il primo album realizzato dalla band in qualità di duo composto dal cantante Mark Reilly e dal musicista Mark Fisher (ex session man degli Wham!), dopo la partenza della cantante polacca Basia Trzetrzelewska e del suo compagno, il tastierista Danny White, che avevano lasciato il trio originario.

## Tracce
1. Yeh Yeh (Single Version) - 3:17 (nel formato CD sostituito da Yeh Yeh (12" Dance Mix) - 5:23)
2. Dancing in the Street - 3:56
3. Undercover - 4:32
4. Fly by Night - 3:50
5. Smooth - 4:37
6. I Wonder - 3:55
7. Just Can't Stand It - 3:54
8. Summer Song - 5:34
9. Sweetest Love Affair - 3:43
10. Up Front - 5:31

## Formazione

### Matt Bianco
- Mark Reilly - voce
- Mark Fisher - tastiera, basso, chitarra, melodica, arrangiamento ottoni

### Altri musicisti
- Jenny Evans - voce (tracce 4 e 10); cori (tracce 1, 2, 3, 6, 7, 8 e 9)
- Jordan Bailey - cori (tracce 1 e 2)
- Shirley Lewis, Helena Springs - cori (traccia 5)
- Trevor Murrel - batteria (tracce 3, 6 e 9)
- Robin Jones - percussioni (tracce 1, 2, 3, 4, 8 e 10)
- Steve Sidwell - tromba (tracce 1, 3 e 7)
- Ronnie Ross - sax alto (tracce 3, 8 e 10); sax baritono (tracce 1, 3, 4, 5 e 9)
- Bill Eldridge - tromba (traccia 2)
- Stuart Brooks - tromba (traccia 2)
- Martin Dobson - sax tenore (traccia 2)
- Dave Bishop - sax tenore (traccia 2)
- Tony Fisher - tromba (tracce 3 e 9); flicorno (tracce 2 e 4)
- Derek Watkins - tromba (tracce 3 e 9); flicorno (traccia 3)
- Bert Ezard - tromba e flicorno (traccia 3)
- Cliff Hardie - trombone (tracce 3 e 9)
- Stan Sulzmann - sax tenore (tracce 3 e 9)
- Jim Sullivan - chitarra acustica (traccia 4)
- Jamie Talbot - sax (traccia 6)
- John Barclay - tromba (traccia 9)

### Produzione
- Matt Bianco - produzione
- Phil Harding - produzione, ingegneria del suono
- Duffy & Jamie - assistenza all'ingegneria del suono
- Stuart - assistenza all'ingegneria del suono
- Gerry & Stuart - assistenza all'ingegneria del suono
- Tim Young - mastering